# Tutenån
Tutenån is een van de (relatief) kleine riviertjes die het Zweedse eiland Gotland rijk is. De rivier mondt uit in Lausvik een baai van de Oostzee, alwaar vissersplaats Tuten, tevens naamgever, ligt.  